# Мокрая Корма
Мокрая Корма (укр. Мокра Корма) — село, входит в Иванковский район Киевской области Украины.
Население по переписи 2001 года составляло 25 человек. Почтовый индекс — 07234. Телефонный код — 4591. Занимает площадь 0,3 км². Код КОАТУУ — 3222081602.

## Местный совет
07234, Київська обл., Іванківський р-н, с. Кропивня